# 侵食段丘
侵食段丘（しんしょくだんきゅう、英: erosion terrace）は、「河岸段丘（河成段丘）の段丘面が侵食面をなすもの。砂礫侵食面段丘（埋積物侵食段丘）と岩石浸食面段丘に区分される」ものであり、「侵食（面）段丘といっても段丘面には侵食と同時に河床に残した砂礫の薄層（沖積薄層・ベニア）があるのが一般的」である。
沖積薄層の厚さが何メートル以下なら侵食（面）段丘というのかは個々の川の河状によって異なる。大河川なら厚い堆積物があっても沖積薄層とみられる。比較的小さな河川なら大河川と同じ厚さの堆積物は沖積薄層とはみなされることは難しい。

## 堆積段丘・侵食段丘の区別
堆積段丘か侵食段丘かは、段丘の構造を調べれば区別できる。また、「形態的にもちがいがある。堆積段丘は埋積谷が段丘化したものであるから、本流の段丘面のつづきが支谷の中に入り組んだ形で入り込む、という特徴。」がある。
堆積段丘を「切り込む谷は、堆積物を切り込んだ部分では谷幅が広く、基盤岩石を切り込んだ部分では谷幅が狭い。この関係を利用すれば、段丘の地形から厚い段丘堆積物のあるところ、つまり埋積谷底の位置を推定が可能である。」なお、「段丘堆積物の下に埋もれた基盤岩石が段丘崖にあらわれると、ここで段丘崖がカプス状（尖状）に張り出すことは、W.M.Daivis(1902)のニューイングランドの段丘研究以来よく知られており、日本にも例が多いが、これも段丘堆積物が厚いことを推定する手がかりとなる。」以上の2点により段丘堆積物の厚さを推定し、これと河川の規模とを総合的に判断することで堆積段丘か侵食段丘か区別する。

## 成因
侵食段丘は河成段丘の一種である。河成段丘は、旧河床である段丘面が、川の下刻によって生じた地形であるため、河成段丘の成因は、段丘面の成因と下刻の原因の両者が述べなくてはならない。久慈川中部の例[町田貞1959.1963]によると、侵食段丘において、段丘面が平坦で幅が広ければ、川が安定して側刻が行われた時期があったことを示し、逆に段丘面が狭く段丘面が斜面や小段丘の集合よりなっていれば、川は下刻が盛んで側刻の余裕のなかったことを示すと考えられ久慈川の中流部は曲隆をうけたことによって形成されたと考えられる。